# Минси
Минси́ (кит. упр. 明溪, пиньинь Míngxī) — уезд городского округа Саньмин провинции Фуцзянь (КНР).

## История
Во времена империи Мин в 1470 году был создан уезд Гуйхуа (归化县).
Во времена Китайской Республики уезд Гуйхуа был в 1933 году переименован в Минси.
После вхождения этих мест в состав КНР был образован Специальный район Юнъань (永安专区), и уезд Минси вошёл в его состав. В марте 1956 года Специальный район Юнъань был расформирован, и уезды Минси и Саньюань перешли в состав в Специального района Наньпин (南平专区), объединившись при этом в уезд Саньмин (三明县). В 1960 году уезд Саньмин был преобразован в городской уезд и передан в непосредственное подчинение властям провинции Фуцзянь. В 1961 году территория бывшего уезда Минси была выделена из городского уезда Саньмин в качестве уезда Саньмин (三明县), подчинённого городскому уезду Саньмин. 
В мае 1963 года был образован Специальный район Саньмин (三明专区), и уезд вошёл в его состав. В апреле 1964 года уезду Саньмин было возвращено название Минси. В декабре 1970 года Специальный район Саньмин был переименован в Округ Саньмин (三明地区).
Постановлением Госсовета КНР от апреля 1983 года округ Саньмин был преобразован в городской округ.

## Административное деление
Уезд делится на 4 посёлка и 5 волостей.